# ザッツ パラダイス
THAT'S PARADiCE（ザッツパラダイス）は、2011年にセガから出た、マスメダルゲーム。メダルバンクとの連動が可能である（店によっては未対応）。
席は全4サテライト。筺体のテーブル型のメインモニター部分は、『すすめ！スゴロケッツ』と同じものを使用（各サテライトのコンパネのダイスレバー以外の部分もほぼ同じ）。
部品調達難に伴い、2019年2月28日をもって修理サポートが終了した。

## ゲームの特徴
3つのダイスの目を当てるメダルゲーム。抽選機構はダイスを風で吹き上げて落とす形式となっており、キャッチフレーズは「完全ガチ抽選」。

### ゲームの遊び方
プレイヤーはダイスレバーを使い、画面上のカーソルで任意の箇所にBETを行う。賭け方は4種類。

#### SINGLE
ダイスの目を当てる賭け方。1つでも出ると的中となる。
| 出目   | 各1～6   |
| ------ | -------- |
| 配当   | 各2倍    |
| 出現率 | 各91/216 |
| 控除率 | 各15.74% |

#### HIGH&LOW
3つのダイスの目が合計11以上（HIGH）か10以下（LOW）を当てる賭け方。
| 出目   | HIGH                   | LOW                   |
| ------ | ---------------------- | --------------------- |
| 配当   | 11のみ1倍、12以上は2倍 | 10のみ1倍、9以下は2倍 |
| 出現率 | 1/2                    | 1/2                   |
| 控除率 | 12.50%                 | 12.50%                |

#### THREE DICE TOTAL
3つのダイスの目の合計を当てる賭け方。
| 合計   | 4      | 5      | 6      | 7      | 8      | 9      | 10     | 11     | 12     | 13     | 14     | 15     | 16     | 17     |
| ------ | ------ | ------ | ------ | ------ | ------ | ------ | ------ | ------ | ------ | ------ | ------ | ------ | ------ | ------ |
| 配当   | 50倍   | 27倍   | 16倍   | 11倍   | 8倍    | 7倍    | 6倍    | 6倍    | 7倍    | 8倍    | 11倍   | 16倍   | 27倍   | 50倍   |
| 出現率 | 1/72   | 1/36   | 1/21.6 | 1/14.4 | 7/72   | 1/8.64 | 1/8    | 1/8    | 1/8.64 | 7/72   | 1/14.4 | 1/21.6 | 1/36   | 1/72   |
| 控除率 | 30.56% | 25.00% | 25.93% | 23.61% | 22.22% | 18.98% | 25.00% | 25.00% | 18.98% | 22.22% | 23.61% | 25.93% | 25.00% | 30.56% |

#### TRIPLE
3つ全て同じ目であれば的中となる賭け方。
| 出目   | 各1～6   |
| ------ | -------- |
| 配当   | 各150倍  |
| 出現率 | 各1/216  |
| 控除率 | 各30.56% |

### ベット方法
- 1ボタン、10ボタンでその枚数をBET。
- 同時に押すと100BET。
- 同時に押してゲージに満タンのときに放すとクレジット全てのメダルを賭けることが可能。但し1箇所最大1000枚まで。

### ボーナスゲーム
的中したBETの倍率がそのままポイントとなり残りポイントが0になると、通常ゲームとは別のボーナスゲーム、ビンゴタイムに突入する。ビンゴのマスは左上1の目、中上2の目、右上3の目、左中LOW、中央数字（ランダム）、右中HIGH、左下4の目、中下5の目、右下6の目となっている。このうち必ず1箇所はFREEスポットとなり最初から有効となる。3ゲーム行い、終了した時点で成立したライン数に応じた配当があり8ライン揃うとJPになる。
JPはランクとして「PARADICE」、「MEGA」、「BIG」、「MINI」があり、それぞれ配当が異なる。BETすることでゲージが貯まり、貯まると1つ上のランクになる。